# Lankesteria barteri
Lankesteria barteri är en akantusväxtart som beskrevs av Joseph Dalton Hooker. Lankesteria barteri ingår i släktet Lankesteria och familjen akantusväxter. Inga underarter finns listade i Catalogue of Life.